# Лебяжинский
Лебяжинский — посёлок в Чистоозёрном районе Новосибирской области. Входит в состав Табулгинского сельсовета.

## География
Площадь посёлка — 25 гектаров.

## Население
| 2002 | 2007 | 2010 |
| ---- | ---- | ---- |
| 48   | ↘7   | ↘1   |

## Инфраструктура
В посёлке по данным на 2007 год функционирует 1 учреждение здравоохранения.